# Ace Ventura – Jetzt wird’s wild
Ace Ventura – Jetzt wird’s wild (Ace Ventura: When Nature Calls) ist eine US-amerikanische Filmkomödie von Steve Oedekerk aus dem Jahr 1995. Sie ist eine Fortsetzung der Komödie Ace Ventura – Ein tierischer Detektiv aus dem Jahr 1994. 2009 folgte ihr die Fernsehproduktion Ace Ventura 3 – Der Tier-Detektiv, die ohne Jim Carreys Beteiligung entstand.

## Handlung
Nachdem Ace Ventura in einem Gebirge kletternd dabei scheiterte, einem Waschbären in schwindelerregender Höhe das Leben zu retten und das Tier in die Tiefe stürzte, erleidet der tierliebe Ventura eine existentielle Sinnkrise und zieht sich in ein buddhistisches Kloster in Tibet zurück. Der im afrikanischen Land Nibia tätige Missionar Fulton Greenwall bittet Ventura, die heilige Fledermaus Shikaka zu finden, um welche die Stämme Wachati und Wachootoo streiten.
Ventura findet heraus, dass Shikaka von dem Diplomaten Vincent Cadby gestohlen wurde, der hoffte, die verfeindeten Stämme würden sich in einem Stammeskrieg vernichten. Cadby wollte danach das Land der „Eingeborenen“ übernehmen, weil es dort Vorkommen des wirtschaftlich verwertbaren Guanos gibt.
Ventura will Cadby verhaften lassen, doch der örtliche Polizist ist mit Cadby verschworen. Ventura entkommt, ruft Wildtiere zur Hilfe und befreit Shikaka. Er bringt die heilige Fledermaus rechtzeitig zurück, um einen Stammeskrieg zwischen Wachati und Wachootoo zu verhindern.
Die Prinzessin eines der Stämme heiratet einen Mann aus dem anderen Stamm. Nach der Hochzeit erweist sich, dass sie keine Jungfrau mehr ist. Ventura wird als Schuldiger von den Angehörigen beider Stämme gejagt.

## Synchronisation
| Rollenname              | Darsteller               | Deutsche Synchronstimme |
| ----------------------- | ------------------------ | ----------------------- |
| Ace Ventura             | Jim Carrey               | Stefan Fredrich         |
| Burton Quinn            | Bob Gunton               | Joachim Kerzel          |
| Dame mit Fuchspelzschal | Kristin Norton           | Karin Buchholz          |
| Fulton Greenwall        | Ian McNeice              | Klaus Sonnenschein      |
| Häuptling der Wachati   | Damon Standifer          | Helmut Krauss           |
| Hitu                    | Adewale Akinnuoye-Agbaje | Raimund Krone           |
| Hubschrauberpilot       | Ken Kirzinger            | Raimund Krone           |
| Mick Katie              | Andrew Steel             | Detlef Bierstedt        |
| Ouda                    | Maynard Eziashi          | Frank Schröder          |
| Tibetanischer Mönch     | Arsenio Trinidad         | Wolfgang Spier          |
| Vincent Cadby           | Simon Callow             | Jürgen Thormann         |
| Wachati-Prinzessin      | Sophie Okonedo           | Bettina Weiß            |

## Kritiken
James Berardinelli schrieb auf ReelViews, er habe den ersten Film nicht gemocht, doch dieser sei besser gewesen als die „hoffnungslos unwitzige“ Fortsetzung. Der Film beinhalte „idiotische“ Witze und misslungene Gags. Berardinelli spottete, dass man mit der Redewendung „Ruf der Natur“ („answering the call of nature“) allgemein Aktivitäten auf der Toilette bezeichne – die der „angemessene“ Ort zum Entsorgen dieses Films sei.

„Mit Fäkalhumor und Geschmacklosigkeiten gepflasterte Fledermausjagd […] mit grandiosen Grimassen und rotzfrechen Redensarten […] eine rasante One-man-Show. Fazit: Geschmacklos, albern, aber tierisch komisch.“

„Der Film lebt ausschließlich von der aggressiven, respektlosen Komik seines Hauptdarstellers und kann damit durchaus unterhalten. Am Ende flacht der Unterhaltungswert zugunsten der logisch zu Ende gebrachten Krimigeschichte ab.“

## Auszeichnungen
Jim Carrey gewann im Jahr 1996 den MTV Movie Award in zwei Kategorien. Er und Sophie Okonedo wurden in der Kategorie Bester Kuss für den MTV Movie Award nominiert. Jim Carrey und der Film als Bester Film gewannen 1996 den Kids’ Choice Award. Jim Carrey wurde 1996 für den American Comedy Award nominiert. Robert Folk gewann 1996 den Film and Television Music Award der American Society of Composers, Authors and Publishers.
Der Film wurde im Jahr 1996 für die Goldene Himbeere in der Kategorie Schlechteste Neuverfilmung oder Fortsetzung nominiert.

## Hintergrund

### Produktionshintergrund
Der Film wurde in South Carolina, in Texas und in British Columbia gedreht. Seine Produktionskosten betrugen schätzungsweise 30 Millionen US-Dollar. Der Film spielte weltweit ca. 209,3 Millionen US-Dollar ein, darunter in den Kinos der USA circa 108,3 Millionen US-Dollar und in den britischen Kinos ca. 10 Millionen Pfund Sterling. In Frankreich zählte man ca. 541.000 Kinobesucher.

### Vergleich deutsche Fassung und Originalfassung
Bei der deutschen Fassung fehlte die Szene, in der Ace einer schwangeren Frau das Baby aus dem Bauch drückt. Es fliegt (noch an der Nabelschnur hängend) in die Arme eines „Eingeborenen“.
In der deutschen Fassung sah man nur den „Eingeborenen“ lachen. Diese Szene existierte bis 2013 in keiner deutschen Fassung (Kino, TV, VHS oder DVD). In dem Jahr wurde der Film komplett ungekürzt auf Blu-ray veröffentlicht.
Am 24. Februar 2011 wurde auf Sky Comedy die ungekürzte Fassung in deutscher Sprache gezeigt.

## Trivia
- In der Szene, in der Ace Ventura am Steuer des Geländewagens zusammen mit Missionar Fulton Greenwall auf halsbrecherische Weise querfeldein durch den Urwald rast, singt er das Titellied des Fantasy-Films Tschitti Tschitti Bäng Bäng von 1968, in dem es um ein trickreiches Zauberauto eines genialen Erfinders geht.
- Wenn Ace Ventura mithilfe sämtlicher Tiere aus dem Dschungel die Villa von Konsul Vincent Cadby stürmt, sagt er zu den beiden zwielichtigen Wilderern „Sagt Hallo zu meinem stinkenden kleinen Freund!“, um die Gangster mit dem Sekret eines Stinktiers zu besprühen. Dabei handelt es sich um eine Parodie auf eine berühmte Szene aus dem Film Scarface von Regisseur Brian De Palma mit Hauptdarsteller Al Pacino von 1983. Im Original schreit Kokainhändler Antonio „Tony“ Montana gegen Ende von Scarface mafiösen Einbrechern den Satz „Say hello to my little friend!“ entgegen und feuert mit einem Granatenwerfer auf eine Tür.